# Oxyopes kamalae
Oxyopes kamalae là một loài nhện trong họ Oxyopidae.
Loài này thuộc chi Oxyopes. Oxyopes kamalae được Pawan U. Gajbe miêu tả năm 1999.